# (34560) 2000 SF280
2000 SF280 (asteroide 34560) é um asteroide da cintura principal. Possui uma excentricidade de 0.10246340 e uma inclinação de 9.70166º.
Este asteroide foi descoberto no dia 28 de setembro de 2000 por LINEAR em Socorro.